# Liste des épisodes de Naruto SD Rock Lee : Les Péripéties d'un ninja en herbe
La liste des épisodes de Naruto SD Rock Lee : Les Péripéties d'un ninja en herbe, série télévisée d'animation japonaise, est issue du manga Naruto SD Rock Lee : Les Péripéties d'un ninja en herbe, série dérivée de la franchise Naruto.

## Génériques
| Début    | Début                      | Début                                | Fin      | Fin                                                           | Fin                    |
| Épisodes | Titre                      | Artiste                              | Épisodes | Titre                                                         | Artiste                |
| -------- | -------------------------- | ------------------------------------ | -------- | ------------------------------------------------------------- | ---------------------- |
| 1 - 26   | Give Lee Give Lee Rock Lee | ANIMETAL USA feat. Hironobu Kageyama | 1 - 13   | Twinkle Twinkle                                               | Secret                 |
| 1 - 26   | Give Lee Give Lee Rock Lee | ANIMETAL USA feat. Hironobu Kageyama | 14 - 26  | Go! Go! Here We Go! Rock Lee                                  | Shiritsu Ebisu Chūgaku |
| 27 - 51  | Love Song                  | OKAMOTO'S                            | 27 - 39  | Daijobu, bokura                                               | RAM WIRE               |
| 27 - 51  | Love Song                  | OKAMOTO'S                            | 40 - 51  | Icha Icha Chu Chu Kyappi Kyappi Love Love Suri Suri Doki Doki | HAPPY BIRTHDAY         |

## Légende des tableaux
|  | Épisodes adaptés (sans couleur d'arrière plan) |

|  |  | Épisodes filler (hors manga) |

## Liste des épisodes
Les épisodes qui ont été licenciés mais non diffusés en France ont le symbole ND au bout du titre français.

### Saison 1
| No | Titre français | Titre japonais                                                            | Titre japonais                                                                                | Date de 1re diffusion |
| No | Titre français | Kanji                                                                     | Rōmaji                                                                                        | Date de 1re diffusion |
| --- | --- | ------------------------------------------------------------------------- | --------------------------------------------------------------------------------------------- | --------------------- |
| 1 | Rock Lee, le ninja incapable d'utiliser le ninjutsu ! Le rival de Rock Lee, c'est Naruto!                          | ロック・リーは忍術の使えない忍者です ロック・リーのライバルはナルトです   | Rokku Rī ha ninjutsu no tsukae nai ninja desu Rokku Rī no raibaru ha Naruto desu              | 3 avril 2012          |
| 1re partie : Une jeune fille se fait attaquer par des malfrats qui veulent extorquer l'argent de son père, mais Lee et son équipe interviennent. 2e partie : Lee et son équipe ont une mission spéciale : obtenir un gâteau dont l'offre est limitée. De plus il semblerait que Naruto recherche aussi ce gâteau. | |                                                                           |                                                                                               |                       |
| 2 | L'amour fait aussi partie de la jeunesse En amour, on est stupide à deux                                           | 恋もまた青春の一部なのです 愛とはふたりで愚かになることです               | Koi mo mata seishun no ichibu na no desu Ai to ha futari de oroka ni naru koto desu           | 10 avril 2012         |
| 1re partie : Lee est amoureux de Sakura mais s'y prend mal pour exprimer son amour et se transforme en échec. 2e partie : Afin d'exprimer ses sentiments à Sakura, Lee décide d'écrire une lettre d'amour. Cela semble compliqué lorsque Lee et Naruto voient Sakura avec une lettre d'amour différente dans les mains. | |                                                                           |                                                                                               |                       |
| 3 | Un duel contre Neji, ninja de génie Le combat que Tenten doit mener seule                                          | 天才忍者ネジと勝負なのです テンテンには譲れない戦いがあるのです           | Tensai ninja Neji to shōbu na no desu Tenten ni ha yuzure nai tatakai ga aru no desu          | 17 avril 2012         |
| 1re partie : Avec beaucoup de facilité, Neji a vaincu un ennemi redoutable, ce qui provoque de la jalousie envers Lee qui le provoque en duel. 2e partie : Après un combat face à une ennemie, Tenten se sent peu désirée par la galanterie de ses coéquipiers et décide de mettre les choses au clair. | |                                                                           |                                                                                               |                       |
| 4 | Gaï-sensei ne peux pas le faire (ND) Le rival de Gaï-sensei est Kakashi-sensei                                     | それでもガイ先生はやってない…です カカシ先生はガイ先生のライバルです      | Sore demo Gai-sensei ya tenai desu Kakashi-sensei wa Gai-sensei no raibaru desu               | 24 avril 2012         |
| 1re partie : Désireux, Gaï tente d'apprendre une technique de Taijutsu à ses élèves et décide de partir pour cela. Le lendemain, il se retrouve en prison et l'équipe doit savoir pourquoi. 2e partie : L'équipe de Lee assiste avec stupeur à la défaite cuisante de Gaï face à Kakashi. Choqué par ce duel, Lee décide de suivre et de se comporter comme Kakashi.                                                                                          | |                                                                           |                                                                                               |                       |
| 5 | J'enseigne le Taijutsu à Konohamaru Je garde mes sous-vêtements de combat pendant la visite médicale               | 木ノ葉丸に拳法を教えるのです 健康診断は勝負パンツで挑みます               | Konohamaru ni kobushi hō wo oshieru no desu Kenkōshidan ha shōbu pantsu dechō mi masu         | 1er mai 2012          |
| 1re partie : Konohamaru s'inquiète d'un éventuel examen où le Taijutsu sera de mise. Il demande donc de l'aide à Lee. 2e partie : Tous les jeunes ninjas passent leur visite médicale, mais Lee a un problème : il n'a pas de sous-vêtements propre. | |                                                                           |                                                                                               |                       |
| 6 | La grande compétition sportive de Konoha Les combats de cavalerie sont un des grands plaisirs de la jeunesse       | 木ノ葉の里の大運動会です 騎馬戦は青春の醍醐味なのです                     | Konoha no sato no tai undōkai desu Kiba ikusa ha seishun no daigomi na no desu                | 8 mai 2012            |
| 1re partie : Une compétition de sport a lieu à Konoha et Lee semble déterminer à la remporter et à battre son rival Naruto. Mais les premières épreuves se passent mal. 2e partie : La grande finale de la compétition est arrivée, Lee va tout donner pour la gagner, mais Naruto ne se laissera pas faire. | |                                                                           |                                                                                               |                       |
| 7 | Orochimaru est un scorpion de groupe sanguin B Les lettres d'amour sont un piège                                   | 大蛇丸はさそり座Ｂ型です ラブレターは最大の罠なのです                     | Orochimaru ha sasori za bī kata desu Rabu retā ha saidai no wana ha no desu                   | 15 mai 2012           |
| 1re partie : Orochimaru veut détruire Konoha à l'aide d'un jutsu de sa dernière invention. Mais pour cela, il doit auparavant entrer dans le village, ce qui pose un problème quand Lee et son équipe assure le contrôle du passage. 2e partie : Maitre Gaï emploie une nouvelle technique : celle de la fausse lettre d'amour. Orochimaru ne tardera pas à reproduire le même stratagème.                                                                    | |                                                                           |                                                                                               |                       |
| 8 | Même les Hokage deviennent chauves Orochimaru ne renonce jamais                                                    | 火影だってハゲる時はハゲるのです 大蛇丸はとってもしつこい男なのです       | Hokage datte ji ha no desu Orochimaru hato totte moshi tsukoi dan ha no desu                  | 22 mai 2012           |
| 1re partie : La maladresse de Lee provoque un accident sur le monument Hokage et la statue de Tsunade se retrouve chauve. Qui plus est, des maraudeurs en ont après le Godaime. 2e partie : Orochimaru semble déterminer une fois de plus à détruire Konoha. Il fait appel cette fois-ci à Manda pour l'épauler. | |                                                                           |                                                                                               |                       |
| 9 | Hinata est la cousine de Neji Le point faible d'Hinata, c'est Naruto!                                              | ヒナタはネジのいとこなのです ヒナタの弱点はナルトです                     | Hinata ha Neji no ito kona no desu Hinata no jakuten ha Naruto                                | 29 mai 2012           |
| 1re partie : Neji agit en tant que grand frère protecteur lorsque sa cousine Hinata est en danger, au damne des péripéties de Lee 2e partie : Hinata est toujours troublée et s'évanouit lorsque Naruto apparaît. Lee et Tenten décide de l'aider à lutter contre cette faiblesse. | |                                                                           |                                                                                               |                       |
| 10 | L'esprit d'équipe, c'est l'apanage de la jeunesse Le coupable est parmi nous                                       | チームワークこそ青春の証です 犯人はこの中にいる！です！                   | Chīmu wāku ko so seishun no akashi desu Hannin hako no nakan iru! Desu!                       | 6 juin 2012           |
| 1re partie : Lee se trouve déconcerter devant l'esprit d'équipe qui subsiste entre Shikamaru et Choji. Il décide d'appliquer la même méthode avec Neji 2e partie : L'équipe de Lee et Shikamaru se retrouve confronter dans un manoir et trouve maître Gaï inconscient au sol. | |                                                                           |                                                                                               |                       |
| 11 | Qui dit vielle capitale, dit voyage scolaire La chambre des filles, c'est comme une boîte à gâteaux                | 古都といえば、修学旅行です！ 女子の部屋と書いてお菓子箱です！             | Futo to iebai, shūgakuryokō! Joshi no heya to sho ite o kashi hako desu                       | 12 juin 2012          |
| 1re partie : Lee se balade en ville dans le monde moderne avec Naruto afin de vouloir passer du temps avec Sakura. 2e partie : Les lycéens étant tous dans leur chambres, les garçons décident d'aller faire une visite dans le dortoir des filles | |                                                                           |                                                                                               |                       |
| 12 | Travaux pratiques : interdiction d'utiliser le Ninjutsu Avec Sakura sous le parapluie de l'amour                   | 忍術禁止の体験学習なのです サクラさんと相合傘をしたいのです               | Ninjutsu kinshi no taiken gakushū na no desu Sakura-san to no aiaigasa o shitai no desu       | 19 juin 2012          |
| 1re partie : Gai et Kakashi se sentent préoccupés à l'idée que leurs élèves utilisent le Ninjutsu pour les tâches du quotidien. Ils mettent donc en place un stratagème pour en éviter l'utilisation. 2e partie : Lee est déterminer à vouloir passer un moment avec Sakura sous un parapluie lorsqu'il pleut. | |                                                                           |                                                                                               |                       |
| 13 | Duel entre maitre et disciple: Rock Lee contre Gaï Maito Maître Gaï, je vous surpasserai!                          | 師弟対決！ロック・リーvsマイト・ガイです ガイ先生を超えるのです！         | Shitei taiketsu! Rokku Rī tai Maito Gai desu Gai sensei o koeru no desu!                      | 26 juin 2012          |
| Le jour tant redouté arrive lorsque l'élève dépasse le maître. De ce fait, Gaï fait passer un examen à son équipe pour savoir s'ils ont amélioré leur technique. Seul Lee échoue son examen et maître Gaï lui accorde une semaine pour s'entraîner, auquel cas il redeviendra un simple Genin. | |                                                                           |                                                                                               |                       |
| 14 | Comment remettre les ninjas à la mode ! Mort!                                                                      | 忍者人気を取り戻すのです！ デス！                                         | Ninja ninki o torimodosu no desu! Desu!                                                       | 3 juillet 2012        |
| 1re partie : De moins en moins de jeunes s'engagent pour devenir ninja et Lee semble perturbé après avoir entendu une conversation entre son maître Gaï et d'autres ninjas. 2e partie : Avec une chaleur estivale étouffante, Gaï tombe malade après avoir sauté le petit déjeuner et se retrouve dans un état inquiétant. | |                                                                           |                                                                                               |                       |
| 15 | La piscine est ouverte Le parc Orochi super génial                                                                 | ドキドキ☆プール開きです ワクワク♡おろちプール園です                       | Dokidoki ☆ pūru-biraki desu Wakuwaku ♡ Orochi pūru-en desu                                    | 10 juillet 2012       |
| 1re partie : L'été est là et la piscine de Konoha ouvre enfin ses portes. Cependant, la piscine est vide et Kakashi étant le seul apte à la remplir est absent. Les jeunes shinobis réfléchissent comment y remédier. 2e partie : C'est la fête du Tanabata à Konoha et chacun décide de réaliser son vœu. Celui de Lee est de pouvoir passer une journée entière à la piscine avec Sakura et décide donc de s'entraîner à son rendez-vous à l'Orochi-piscine | |                                                                           |                                                                                               |                       |
| 16 | Le show culinaire des trois chefs Il faut modérer la passion de maître Gaï                                         | ３つ巴の料理ショーです！ ガイ先生を薄くするのです！                       | Santsu Tomoe no ryōri shō desu! Gai sensei o usuku suru no desu!                              | 17 juillet 2012       |
| 1re partie : L'équipe de Naruto, Lee et Shikamaru partent faire du camping à la montagne. Seulement qui va cuisiner ? Shikamaru a un plan. 2e partie : Maître Gaï s'adonne à la callisthénie. Mais personne ne semble s'intéresser à son cours. Lee et son équipe décide d'aider leur maître. | |                                                                           |                                                                                               |                       |
| 17 | Road to Gaï Authentique ! Le délirant festival du film de Konoha!                                                  | ROAD TO GUYです！ 実録！木ノ葉の里の妄想映画祭です！                      | Rōdo tu Gai desu! Jitsuroku! Konoha no sato no mōsō eigamatsuri desu!                         | 24 juillet 2012       |
| 1re partie : Lee et Tenten se dispute le dernier Shonen Jump d'une librairie quand ils se retrouvent téléporter dans une dimension alternative. 2e partie : Il semblerait qu'il manque quelque chose à Konoha pour la diffusion du prochain film Naruto. Lee et ses amis cherchent à savoir ce que c'est | |                                                                           |                                                                                               |                       |
| 18 | Boum ! Le tournoi de feux d'artifice avec tout plein de ninjas dedans ! Gloups ! Tenten a un comportement étrange! | ドキッ！忍者だらけの花火大会です！ ギクッ！テンテンの様子がオカシイです！ | Dokītsu! Ninja darake no hanabi taikai desu! Gikūtsu! Tenten no yōsu ga okashī desu!          | 31 juillet 2012       |
| 1re partie : C'est la fête nationale au village de Konoha. Tout le monde est invité au concours du meilleur feu d'artifice à réaliser. 2e partie : Tenten semble préoccuper par quelque chose qui la chagrine. Lee et Neji décide de la réconforter | |                                                                           |                                                                                               |                       |
| 19 | Qui dit été dit mode coquillage ! La terrible bataille de la pastèque!                                             | 夏はやっぱり貝パンスタイルです！ スイカップを巡る激闘です！               | Natsu wa yappari kai pansu tairu desu! Suikappu o meguru gekitō desu!                         | 7 août 2012           |
| 1re partie : C'est l'heure des vacances d'été à Konoha et tout le monde se rend à la plage. Lee est bien décider à voir Sakura en maillot de bain 2e partie : Afin de mieux s'amuser au lieu de la manger normalement, un concours pour gagner une pastèque entre les jeunes shinobis de Konoha est lancé | |                                                                           |                                                                                               |                       |
| 20 | Soyons amis avec Gaara Un faux Rock Lee est apparu!                                                                | 我愛羅くんと仲良くなろう、です！ ロック・リーのニセモノ現る！です！       | Gaara-kun to nakayoku narō, desu! Rokku Rī no nisemono genru! Desu!                           | 14 août 2012          |
| 1re partie : L'équipe de Lee se rend au village de Suna afin de sympathiser avec le jeune Kazekage 2e partie : Les habitants d'un village aux alentours sont terrifiés dès que Rock Lee apparaît. | |                                                                           |                                                                                               |                       |
| 21 | Histoires glaçantes par nuit suffocante Les larmes du Hokage ne sont pas là pour décorer                           | 寝苦しい夜は身も凍る怖い話です 火影様の涙は飾りじゃないのです             | Negurushī yoru wa mi mo kōru kowai hanashi desu Hokage-sama no namida wa kazari janai no desu | 21 août 2012          |
| 1re partie : Étant en été, tout le monde ne supporte pas la chaleur, y compris la nuit. Lee et ses amis se racontent donc des histoires d'horreur pour se rafraîchir. 2e partie : Il se passe des choses étranges sur le monument Hokage, Lee et toute la bande décide d'enquêter. | |                                                                           |                                                                                               |                       |
| 22 | Il faut toujours faire ses devoirs au dernier moment ! Lee a trois ans ! L'équipe de Gaï!                          | 宿題とは期限前日にやるのが基本です！ 3年リー組！ガイ班です！              | Shukudai to wa kigen zenjitsu ni yaru no ga kihon desu! San-nen Rī-gumi! Gai han desu!        | 28 août 2012          |
| 1re partie : Durant les vacances d'été, chaque ninja doit rédiger un rapport des moments qu'ils ont passé durant ces vacances et devront le rendre à la rentrée. Mais Lee a oublié de le faire. 2e partie : Iruka semble embêter par le comportement de 3 jeunes élèves qui refuse d'étudier l'art ninja. Lee et son équipe sont là pour l'aider. | |                                                                           |                                                                                               |                       |
| 23 | Naruto est Lee, Lee est Naruto ! Un rêve de promenade avec Kyûbi!                                                  | ナルトがリーでリーがナルトで、です！ 九尾くんとお散歩するのが夢です！     | Naruto ga Rī de Rī ga Naruto de, desu! Tsudzurao-kun to o sanpo suru no ga yume desu!         | 4 septembre 2012      |
| À la suite d'un accident afin de mater secrètement Sakura dans son bain, l'esprit de Lee et de Naruto changent de corps. Ils doivent s'adapter chacun dans le corps de l'autre sans que les autres ne le sachent. Cela se complique lorsque leur équipes respectives sont convoqués pour une mission conjointe. | |                                                                           |                                                                                               |                       |
| 24 | Je suis Saï, le nouvel agent ! Gagner le cœur de Tsunade!                                                          | サイ。をプロデュースです！ 綱手さまのハートをGETYOUです！                 | Saï. o purodyūsu desu! Tsunade sama no hāto o Getto Yu desu!                                  | 11 septembre 2012     |
| 1re partie : C'est le festival de la culture à Konoha et tout le monde s'amuse, excepté Sai qui reste en retrait. Lee décide de prendre les choses en mains. 2e partie : Afin d'inviter Sakura au restaurant, Lee décide de participer au concours de Mister Konoha pour gagner les places et doit se confronter à Tsunade. | |                                                                           |                                                                                               |                       |
| 25 | Le premier amour de Gaara Un cadeau d'Orochimaru                                                                   | 我愛羅くんの胸キュン☆初恋デートです 大蛇丸からのプレゼントです            | Gaara kun no mune Kyun? Hatsukoi dēto desu Orochimaru kara no purezento desu                  | 18 septembre 2012     |
| 1re partie : L'équipe de Lee reçoit la visite inopiné de Gaara, qui agit de façon bizarre. 2e partie : Chaque membre de l'équipe de Gai reçoit un cadeau inattendu de la part de leurs amis. Il s'agit d'un piège d'Orochimaru ! | |                                                                           |                                                                                               |                       |
| 26 | Lee se déjoue des flammes bleues ! Le béni-oui-oui se rebiffe                                                      | 蒼い炎の逃球児・ドッジ☆リーです ブラック企業の言いなりはコリゴリです      | Aoi honō no tōta-Ji dojji ☆ Rī Desu Burakku kigyō no iinari wa korigori desu                  | 25 septembre 2012     |
| 1re partie : Lee et son équipe participe à un concours de balle au prisonnier. 2e partie : Kabuto et Orochimaru se disputent et finissent par se séparer. Kabuto compte montrer à son maître que ses plans sont bien meilleurs que lui. | |                                                                           |                                                                                               |                       |

### Saison 2
| No | Titre français | Titre japonais                                                              | Titre japonais                                                                                          | Date de 1re diffusion |
| No | Titre français | Kanji                                                                       | Rōmaji                                                                                                  | Date de 1re diffusion |
| -- | --- | --------------------------------------------------------------------------- | --- | --------------------- |
| 27 | Premier repas dans un vrai restaurant de sushis Amitié, efforts et victoire sont les trois règles fondamentales éternelles! | まわらないお寿司初体験です！ 友情-努力-勝利は永遠の三原則です！             | Mawaranaio sushi hatsutaiken desu! Yūjō - doryoku - shōri wa eien no sangensokudesu!                    | 2 octobre 2012        |
| 28 | Automne, saison gastronomique. On part ramasser des Matsutake ! Lee et Neji ne sont plus amis!                              | 食欲の秋！マツタケ狩りに行くのです！ リーとネジ、決別の時です！             | Shokuyoku no aki! Matsutake kari ni iku no desu! Rī to Neji, ketsubetsu no toki desu!                   | 9 octobre 2012        |
| 29 | Nous sommes ici pour accueillir Gaara ! (ND) Le régime suprême d'automne!                                                   | 我愛羅くんを接待するのです！ 秋のダイエット大作戦です！                     | Gaara-kun o settai suru no desu! Aki no daietto dai sakusen desu!                                       | 16 octobre 2012       |
| 30 | Campagne de prévention d'automne Pour Deidara, l'art est toujours explosion!                                                | 秋の忍術安全運動です！ 先輩の芸術はいつでも爆発中です！                     | Aki no ninjutsu anzen undō desu! Senpai no geijutsu wa itsu demo bakuhatsu-chū desu!                    | 23 octobre 2012       |
| 31 | Les thermes mixtes, il n'y a que ça de vrai ! L'anniversaire d'Orochimaru était le 27 octobre...                            | 温泉は混浴に限るのです！ １０月２７日は大蛇丸の誕生日！でした…              | Onsen wa kon'yoku ni kagiru no desu! 10 Tsuki 27-nichi wa Orochimaru no tanjōbi! Deshita…               | 30 octobre 2012       |
| 32 | Sakura est mon infirmière Un vote pour Rock Lee!                                                                            | サクラさんに看病してもらうのです！ ロック・リーに清き一票を！です！         | Sakura-san ni kanbyō shite morau no desu! Rokku Rī ni kiyoki ichi-pyō o! Desu!                          | 6 novembre 2012       |
| 33 | Gaï Maïto, une histoire d'amour et de cheveux Je m'essaie à la narration!                                                   | マイト・ガイ、愛と髪の日々です！ ナレーションに挑戦するのです！             | Maito Gai, ai to kami no hibi desu! Narēshon ni chōsen suru no desu!                                    | 13 novembre 2012      |
| 34 | Il faut sauver Ichiraku ! Je m'entraine même en vacances!                                                                   | 一楽の危機を救うのです！ 休みの日も修業です！                               | Ichiraku no kiki o sukuu no desu! Yasumi no hi mo shūgyō desu!                                          | 20 novembre 2012      |
| 35 | S'occuper des animaux quelle galère ! À l'abordage de Naruto!                                                               | いきもののお世話は大変なのです ナルトにほえろ！です                         | Iki mono no osewa wa taihen'na no desu Naruto ni hoero! Desu                                            | 27 novembre 2012      |
| 36 | Tenten contre Temari ! Orochimaru à la recherche de l'âme sœur!                                                             | テンテンvsテマリです！ 大蛇丸の婚活です！                                   | Tenten tai Temari desu! Orochimaru no kon katsu desu!                                                   | 4 décembre 2012       |
| 37 | Maître Gaï est le Hokage ! C'est saoulant d'avoir 200 de QI                                                                 | ガイ先生が火影さまなのです！ IQ200はめんどくさいのです                      | Gai sensei ga hokage-samana no desu! IQ 200 wa mendokusai no desu                                       | 11 décembre 2012      |
| 38 | Infiltration dans le repaire de l'Akatsuki Plan d'évasion désespéré                                                         | 暁のアジトに潜入です！ 決死の脱出大作戦です！                               | Akatsuki no ajito ni sen'nyū desu! Kesshi no dasshutsu dai sakusen desu!                                | 18 décembre 2012      |
| 39 | Dernière bataille amoureuse à Noël Le grand nettoyage sert à tourner la page sur une année de regrets et de honte           | クリスマスは恋の最終決戦です！ 大掃除は一年間の後悔と恥を洗い流すことです！ | Kurisumasu wa koi no saishū kessen desu! Daisōji wa ichinenkan no kōkai to haji o arainagasu koto desu! | 25 décembre 2012      |
| 40 | Le jeu de l'oie de la vie Naruto sous examen                                                                                | お正月からメンツをかけた人生すごろくです！ ナルトを見極めるのです！         | Oshōgatsu kara mentsu o kaketa jinsei sugo ro ku desu! Naruto o mikiwameru no desu!                     | 8 janvier 2013        |
| 41 | Un cauchemar sans fin Le robot venu du futur!                                                                               | 終わらない悪夢なのです 未来から来たアライグマカラクリです！                 | Owaranai akumu nano desu Mirai kara kita araiguma Karakuri desu                                         | 15 janvier 2013       |
| 42 | Shino aime les insectes Tenten s'engage dans une bataille entre femmes!                                                     | 虫愛づるシノ、です テンテン、乙女の戦場で炎上です！                         | Mushi ai dzuru Shino, desu Tenten, otome no senjō de enjō desu!                                         | 22 janvier 2013       |
| 43 | 17 nuits d'invisibilité Nettoyer les toilettes, c'est aussi purifier son âme                                                | 存在感を消したい17の夜です トイレ掃除は心も綺麗にするのです！               | Sonzai-kan o keshitai jū-nana no yoru desu Toire sōji wa kokoro mo kireinisuru no desu!                 | 29 janvier 2013       |
| 44 | L'équipe technique a mangé les haricots jetés à la fin de l'épisode Le Raikage est menacé!                                  | 撒いた豆は後でスタッフが美味しく頂いたのです！ 狙われた雷影さまです！       | Maita mame wa atode Sutaffu ga oishiku itadaita no desu! Nerawareta Raikage-sama desu!                  | 5 février 2013        |
| 45 | Ardent concours de sculpture de glace ! La Saint-Valentin, un champ de guerre pour les hommes                               | 雪の彫刻競争が激しいです！ バレンタインデーと呼ばれる戦場です！             | Yuki no chōkoku kyōsō ga hageshīdesu Barentaindē to yoba reru senjō desu!                               | 12 février 2013       |
| 46 | Jiraya, du trio légendaire Infiltration du bain pour femmes                                                                 | 伝説の三忍、自来也さまです！ いざ、女湯に突入です！                         | Densetsu no San'nin, Jiraiya-sama desu Iza, On'nayu ni totsunyū desu!                                   | 19 février 2013       |
| 47 | Le chien est le meilleur ami du chien Le ninja que vous attendiez tous arrive enfin!                                        | 犬の友だちは犬なのです ついにあの忍がやってきたのです！                     | Inu no tomodachi wa Inu nano desu Tsuini ano Shinobi ga yattekita no desu!                              | 26 février 2013       |
| 48 | Le capitaine Yamato participe enfin à une mission Konoha of the Dead!                                                       | いよいよヤマト隊長が任務に登場です 木ノ葉・オブ・ザ・デッドです！           | Iyoiyo Yamato-taichō ga Ninmu ni Tōjō Desu Konoha obu za Deddo desu!                                    | 5 mars 2013           |
| 49 | L'Alliance pour exterminer White Day On range les poupées!                                                                  | ホワイトデー撲滅同盟なのです！ おひな様を片付けるのです！                   | Howaitodē bokumetsu dōmei na no desu! O Hina-sama o katadzukeru no desu!                                | 12 mars 2013          |
| 50 | On prend soin de Maître Gaï Le rendez-vous arrangé de maître Tsunade                                                        | ガイ先生をお世話するのです！ 綱手さまのお見合いです！                       | Gai-sensei no sewa o suru nodesu! Tsunade-sama no omiai desu!                                           | 19 mars 2013          |
| 51 | La Bataille finale Notre dernière mission est de rang S!                                                                    | 最期の戦い！ 最後の任務はＳランク級です！                                   | Saigo no Tatakai!! Saigo no misshon wa Esu ranku-kyū desu!                                              | 26 mars 2013          |